# Les Enfants volés
Pour plus de détails, voir Fiche technique et Distribution.
Les Enfants volés (Il ladro di bambini) est un film italien réalisé par Gianni Amelio, sorti en 1992.

## Synopsis
Dans la banlieue de Milan, une Sicilienne accusée de prostituer sa fille Rosetta, âgée de 11 ans, est arrêtée. Le carabinier Antonio est chargé d'escorter la fillette et son frère dans un foyer religieux à Civitavecchia. Mais les deux enfants n'y sont pas acceptés. Antonio doit alors les emmener en Sicile, dans un institut spécialisé.

## Fiche technique
- Titre : Les Enfants volés
- Titre original : Il Ladro di bambini
- Réalisation : Gianni Amelio
- Scénario : Gianni Amelio, Giorgia Cecere, Sandro Petraglia et Stefano Rulli
- Production : Enzo Porcelli et Angelo Rizzoli Jr.
- Musique : Franco Piersanti
- Photographie : Tonino Nardi et Renato Tafuri
- Montage : Simona Paggi
- Décors : Andrea Crisanti et Giuseppe M. Gaudino
- Costumes : Gianna Gissi et Luciana Morosetti
- Pays d'origine :  Italie
- Format : couleurs
- Genre : drame
- Durée : 114 minutes
- Dates de sortie : 1992

## Distribution
- Enrico Lo Verso : Antonio
- Valentina Scalici : Rosetta
- Giuseppe Ieracitano : Luciano
- Florence Darel : Martine
- Marina Golovine : Nathalie
- Fabio Alessandrini : Grignani
- Agostino Zumbo : Priest
- Vitalba Andrea : la sœur d'Antonio
- Massimo De Lorenzo : Papaleo
- Celeste Brancato : la fille au dîner
- Vincenzo Peluso : un carabinier
- Santo Santonocito : un carabinier
- Renato Carpentieri : le chef de la police

## Distinctions
- Grand Prix et Prix du jury œcuménique au Festival de Cannes 1992
- Nommé au Grand Prix de l'Union de la critique de cinéma en 1993.